# Leptonemella sigma
Leptonemella sigma är en rundmaskart som beskrevs av Gerlach 1963. Leptonemella sigma ingår i släktet Leptonemella och familjen Desmodoridae. Inga underarter finns listade i Catalogue of Life.